# ACROPOL
 (juillet 2017).
Si vous disposez d'ouvrages ou d'articles de référence ou si vous connaissez des sites web de qualité traitant du thème abordé ici, merci de compléter l'article en donnant les références utiles à sa vérifiabilité et en les liant à la section « Notes et références ».
Pour les articles homonymes, voir Acropole (homonymie).

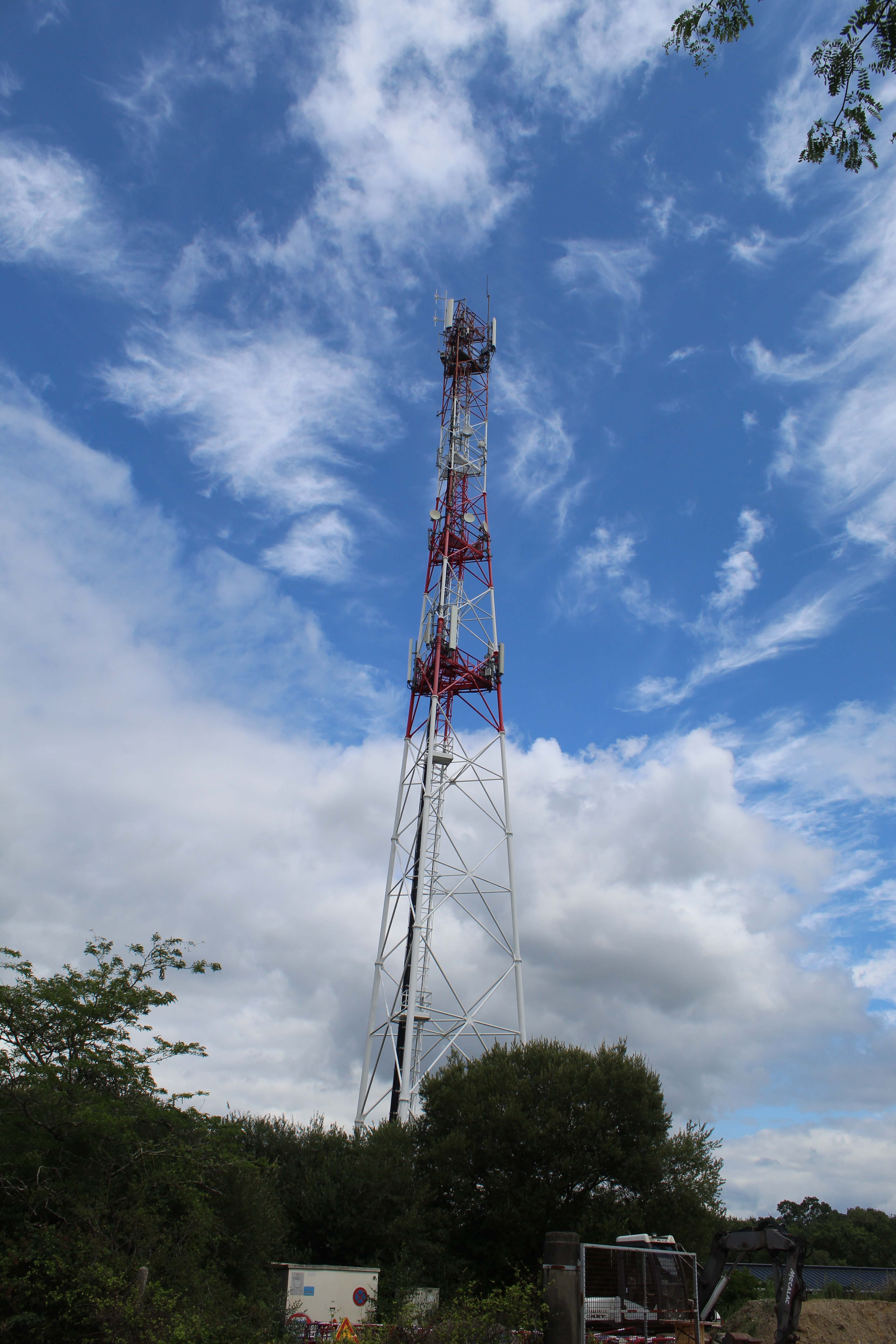
Pylône de Challans (85) avec une BS ACROPOL.

Acropol est le système de communications radio de la Police nationale française depuis 1994.
Il sera remplacé à partir de 2025 par le réseau radio du futur (RRF).

## Définition
Acropol est l'acronyme d'Automatisation des communications radiotelephoniques opérationnelles de la police nationale (il s'agit de la définition officielle du ministère de l'Intérieur).
Mis au point à l'origine par la société Matra-Communication (à présent Airbus Defence and Space, faisant partie du groupe Airbus), installé dans tous les services depuis 1994.

## Fonctionnement
Ce système est un réseau radio hertzien cellulaire, numérique et chiffré, dans la bande 380-400 MHz basé sur la technologie Tetrapol. C'est un système unique et national, permettant à un utilisateur, depuis tout point du territoire, d’accéder à tous les services que ce soit par un poste fixe ou embarqué à bord d’un véhicule. Inversement, chaque fonctionnaire peut être joint partout en composant simplement son numéro de poste. Le réseau Acropol constitué initialement d'environ 1 100 sites relais (85 % du territoire) est achevé fin 2006.
Les avantages d'Acropol consistent en la clarté phonique du message qui ne peut être intercepté par des tiers hors du réseau Acropol, une grande confidentialité due au chiffrement, et la possibilité de déclencher un appel d’urgence en cas de détresse en appuyant sur une simple touche.
Lors de l'établissement d'une communication, le Centre d'information et de commandement (CIC) décide d'activer une voie radio appelée « conférence ». Chaque conférence ouverte se voit attribuer un numéro d'identification. Les portatifs des fonctionnaires de police sont eux reconnus et identifiés sur le réseau grâce à une voie balise qui dialogue en permanence avec les équipements (identification du porteur, validation des clés de chiffrement, localisation du portatif radio, etc.). La voie balise utilise une fréquence différente de la conférence gérée par le relais local. Chaque conférence (voix + données) fonctionne en mode trunking : en cours de transmission, elle peut être partagée dans le temps sur une même voie TRX ; en revanche la fréquence ne change pas périodiquement comme les sauts de fréquence de certains réseaux publics GSM. Si le policier change de secteur géographique et passe sous les antennes d'un nouveau relais il n'y a pas de handover, mais une recherche est effectuée sur la voie balise.
Seules les communications vocales tactiques entre portatifs n'utilisent pas le procédé trunking des relais puisque ces derniers ne sont pas utilisés.
En outre, chaque fonctionnaire peut, par l'intermédiaire d'un terminal embarqué (TESA) relié au réseau, sur le site même d’un événement de voie publique, enregistrer et transmettre tous les éléments pour l’action comme pour l’archivage, établissant de la sorte une « main courante informatisée » sans avoir à répéter ce geste de retour dans son service.
Acropol libère les policiers de certaines tâches grâce à des procédures automatiques. Le système représente un investissement de plus de 640 millions d'euros.